# Panteó Familiar Caner
El Panteó Familiar Caner és una obra historicista de Begur (Baix Empordà) inclosa a l'Inventari del Patrimoni Arquitectònic de Catalunya.

## Descripció
En forma d'U amb un cos central i posterior de més amplitud. És de composició neogòtica amb la façana del cos superior que té l'arc de punt d'ametlla més gran que els laterals (també amb arquets lobulats).
Aquest cos posterior té una capelleta.
Els laterals són dos àngels que custodien l'entrada (un d'ells té la bíblia i l'altre una creu).
El panteó es tanca amb una tanca de forja.